# Boleslav III. Minsterberský
Boleslav III. Minsterberský, též Bolko III. (1344/1348, Minsterberk – 13. června 1410), byl minsterberský kníže z rodu slezských Piastovců a dvořan českých králů Karla IV. a Václava IV.

## Život
Jeho otcem byl kníže Mikuláš Malý Minsterberský z rodu slezských Piastovců a matkou Anežka z Lichtenburka († 1370), z východočeského rodu Žlebských z Lichtenburka. V době úmrtí svého otce v roce 1358 nebyl Bolko III. plnoletý, proto za něj zpočátku vládla matka. Vládu převzal roku 1360 a stejně jako dva jeho předchůdci pokračoval ve výprodeji své země. Po smrti svého strýce Bolka II. Minsterberského v roce 1368 se neúspěšně pokusil dostat ke svému dědictví.
Roku 1369/1370 se Bolko oženil s Eufemií († 1411), dcerou vévody Boleslava Bytomsko-Kozelského. Eufemie byla roku 1364 poprvé provdána za Václava z Falkenberka, který zemřel roku 1369. Měli osm dětí, z nichž syn Jindřich († 1420) byl posledním mužským potomkem této rodové větvě.
Sňatkem Bolko III. získal město Hlivici, ale již v roce 1373 ji prodal Konrádovi II. z Olešnice, který od něj v roce 1379 koupil také Kąty Wrocławskie nedaleko Vratislavi. V roce 1385 přišel také o Střelin, takže mu zůstalo jen město Minsterberk s okolím.
Bolko III. byl věrným dvořanem českého krále Karla IV., u něhož několikrát pobýval. V roce 1394 byl zatčen spolu s Karlovým synem Václavem IV. Pravděpodobně proto mu Václav IV. propůjčil v letech 1396–1400 úřad soudce dvorského soudu. Roku 1403 se ve Vídni nabídl spolu se svým synem Mikulášem († 1405) a lehnickým knížetem Ruprechtem rakouskému arcivévodovi Albrechtovi IV. jako rukojmí namísto krále Václava IV., který tam byl ve vazbě. V letech 1404–1406 byl zemským fojtem Horní Lužice.
Bolko III. Minsterberský zemřel 13. června 1410; jeho tělo bylo pohřbeno v rodinné kryptě cisterciáckého kláštera v Jindřichově.

## Potomci
- Mikuláš (* 1371/85; † 1405)
- Jan I. Minsterberský († 1428), kníže
- Jindřich II. Minsterberský/Hernryk II. († 1420), kníže
- Eufémie († 1447), provdána za Fridricha III. von Oettingen, z franskošvábského šlechtického rodu
- Katharina († 1422), provdána za Přemysla I. knížete Opavského
- Anežka († um 1443)
- Hedvika/Jadwiga (* kolem 1370; † v dětském věku)
- Eliška († v dětském věku)